# Felix Sonnenfeld
Felix Alexander Sonnenfeld (* 18. März 1910 in Rio de Janeiro; † 12. Februar 1993 in Miguel Pereira) war ein brasilianischer Schachkomponist.
Sonnenfeld begann 1934 mit der Schachkomposition. Er schuf 2500 Aufgaben und war als Hilfsmattexperte bekannt. 1974 wurde er zum Internationalen Preisrichter für Schachkomposition und 1991 zum FIDE-Meister für Schachkompositionen ernannt.
Sonnenfeld war 1939 Vorstandsmitglied des brasilianischen Schachverbands, 1960 Mitbegründer und vierzehn Jahre lang Präsident der União Brasileira de Problemistas sowie 1972 Gründungsmitglied des Clube des Xadrez Guanabara. Bis 1991 war er der brasilianische Delegierte der PCCC.
Sonnenfeld war Sohn deutscher Einwanderer.